# Maison des sœurs de Saint-Joseph-de-Cluny
La Maison des sœurs de Saint-Joseph-de-Cluny est un monument historique de Guyane situé dans la ville de Mana.
Le site est classé monument historique par arrêté du 22 septembre 1987.